# 歼-15
殲-15（缩写：J-15；代號：飛鯊）是一款30噸級重型舰载第四代戰鬥機，以從烏克蘭取得的前蘇聯制艦載機T-10K-7试验机为原型機作為參考研發定型而成，同時由瀋陽飛機工業集團以殲-11B戰鬥機的生產技术為基礎製造，是中国人民解放军海军航空兵的第一代艦載战斗機。2012年開始于遼寧號航空母艦服役，2016年，量產型號已經部署；2019年起开始部署至中國首艘國產航空母艦——山東號航空母艦，屬於中國航空母艦計劃的一環。

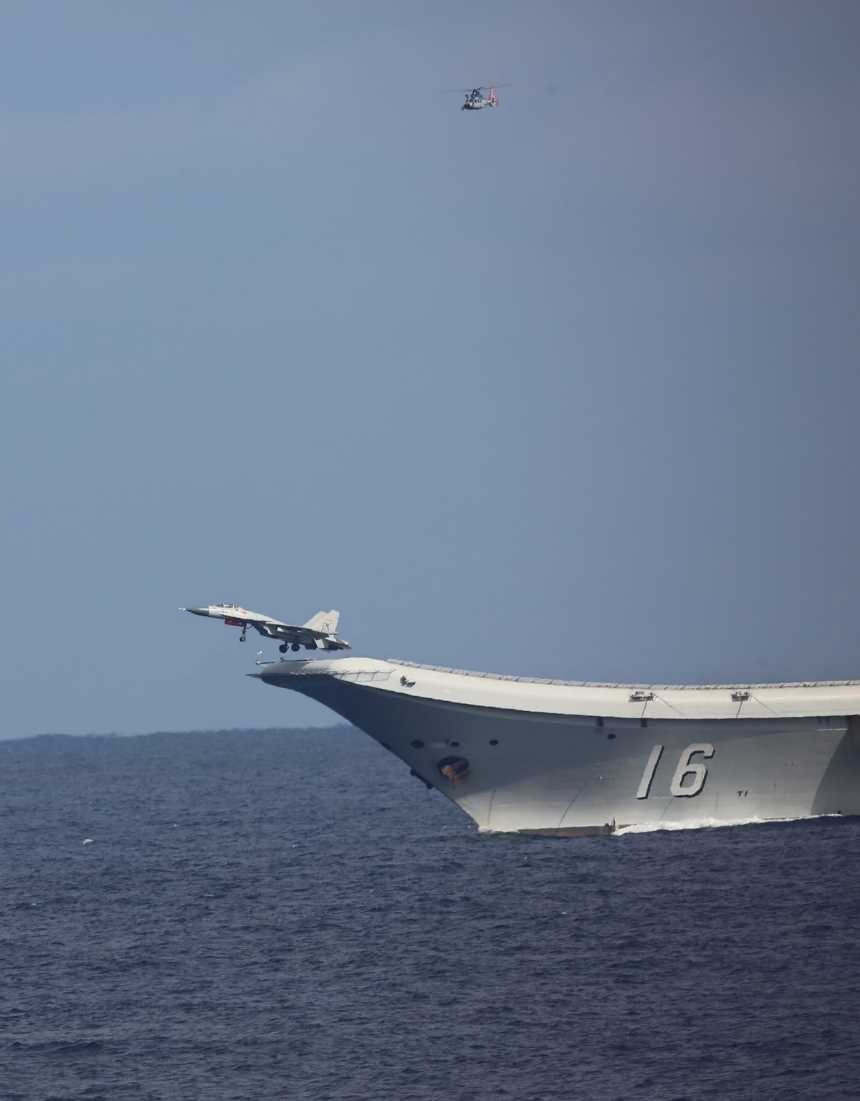
殲-15正從遼寧號航空母艦上起飛。背後為海軍型直-9直昇機。

## 历史

### 陆上测试
2009年8月31日，殲-15進行了首次飛行測試，試飛員李國恩，為時13分鐘。除复合材料外，结构上采用自行研制还有折叠机翼连接部分、起落架、武器挂架、着舰尾钩、雷达告警天线等，其中起落架为双轮结构并做了加强处理，但未有弹射起飞的处理，武器挂架采用了国产挂架以迎合国产武器的挂载，其中翼尖挂架的改动较大。
2011年4月25日，第二架殲-15原型機進行了飞行測試。
2011年年中，互聯網信息顯示殲-15采用了新型涡扇-10H改進型渦扇發動機。该型发动机是由涡扇10發動機發展而來的。起飛推力提高至12,800千克（125.4千牛），改善了加速性，使到其具有更為敏捷的推力瞬變能力和速度響應特性，滿足了艦載戰鬥機於起飛、復飛或逃逸性能上的需求，并且保證了比陸基發動機更強的抗畸變能力。551、552、553、555、556、557号原型机裝備俄制AL-31發動機型兩台，单台最大后燃器推力125千牛，应急起飞模式推力约128-132千牛。554号等原型机裝備沈阳黎明航空发动机集团渦扇-10H兩台，单台最大后燃器推力130千牛，应急起飞模式推力约135千牛。据歼15总设计师孙聪透露，国产的涡扇-10H版发动机仍有诸多问题待解决。歼-15近期已经批量产量，发动机仍用俄制AL-31F。

### 舰上测试
2012年11月23日，首架歼-15原型机在辽宁号航空母舰上進行着艦測試和起飞測試成功。
2013年3月7日，身兼全國政協委員的殲-15總設計師孫聰於兩會期間接受中國新聞社訪問時透露，殲-15目前處於飛行員培訓階段，正在進行小批量產；中國下一代艦載機可能於2020年前問世。
2013年6月18日,歼-15再次在辽宁舰起降，并进行首次驻舰飞行。截止到2013年9月20日，歼15已知生产了7架原型机，编号为551、552、553、554、555、556、557，其中除554号采用了深灰色海军涂装外，其余均为黄色原型机涂装。

### 量产
2013年12月初，由中国民间军事论坛“超级大本营”泄露一张采用标准的海军灰蓝色涂装，座舱后部涂装有海军军旗，垂直尾翼涂有一只“飞鲨”图案，机头及垂直尾翼有正式编号的歼-15舰载战斗机，说明该型战机已经通过试飞阶段，正式进入中国人民解放军海军航空兵正式服役，并已进入量产阶段。
截至2017年10月首艘航母辽宁舰已经满编24架歼-15。飞机编号从100-123，除110号机外均有图片现身。
2018年4月，央视曝光了第二个歼-15团在辽宁号上的起降作业，目前编号最大为212。
2019年5月，歼-15首次部署到當時尚未命名的山東艦上，並首次在該艦起降。及後，該批新部署的歼-15於同年12月17日隨山東艦入役。

### 后续机型
据《南华早报》2018年7月的报道，中国军事专家李杰认为，开发一种新的舰载战斗机以提高航母战斗群的战斗力是有必要的，他认为歼-35隐形战斗机未来有望取代歼-15战斗机。中国人民解放军空军中将张洪贺表示，中国正在开发一种新型舰载机。

## 衍生型

### 殲-15S
2012年11月3日，串列双座版本的歼-15S进行了首次飞行測試，可以作為训练和战斗等多種用途。该机原型机使用涡扇-10发动机。
2014年1月，殲-15S艦載戰鬥機掛載「夥伴加油吊艙」，并进行「夥伴加油」训练。夥伴加油，即同型机加油，能大大增加「飛鯊」的載彈量，并延伸其作戰半徑。

### 殲-15D
殲-15D是在殲-15S雙座型基礎上所研製的電子作戰飛機，該機曾被捕捉到攜帶類似KG600翼尖電子戰吊艙的裝置飛行，而這種裝置是中國安裝在為實施防空壓制任務（SEAD）進行優化的殲-16雙座戰鬥機上，於2021年4月完成首飛。
殲-15D為適應機載電子戰系統進行去除了機頭部分的OLS-27紅外搜索和跟蹤裝置、30毫米航炮、空速管，並以有源電子掃描陣列雷達替換了機械掃描雷達。2024年第十五届中国国际航空航天博览会上，殲-15D以海军装备之一公开亮相，也是其首次面向公众展览。

### 殲-15T
第一架殲-15T原型是在2016年7月首飛，而同年11月第二架殲-15T原型首度成功從荒地村海軍航空基地的陸基電磁彈射設施起飛。殲-15T的正式照片於2021年12月17日首次曝光。
主要改進：
- 裝有新型的加粗前起落架，支柱明显缩短，加固強化整体机身強度以承受電磁彈射航母的弹射牵引冲击，同時導致在机身不变的情況下，殲-15T的机头下垂程度比殲-15略大；
- 翼尖掛架從原本的倒L型改為一字型，預計用於搭載新型霹靂-10空對空導彈；
- 座艙前的紅外線搜索與追蹤系統及前緣機翼也出現變化，而應該意味航空電子系統有所改良，如加裝了機翼前緣雷達等；
- 換裝了「主動電子掃瞄主動相控陣列雷達」（AESA），同時雷达罩由黑色、直開，改為浅灰、倾斜向上開，並取消了空速管；
- 大幅進行機身減重，可載更多彈藥。[25]

分析認為，由於殲-15T是已歷經時間驗證的改良版艦載戰機，和嶄新的殲-35不同，在量產、整合及訓練上更容易上手，因此應會優先裝備部隊。美國The Drive網站《戰爭地帶》專欄認為，殲-15T將改用自產的渦扇-10海軍版，而不是俄羅斯提供的AL-31發動機。 在2024年10月，解放軍海軍在雙航母演練中部署了裝備AL-31發動機的早期生產批次殲-15T戰鬥機。展示了殲-15T不僅能夠彈射起飛，也可以通過滑躍起飛方式操作。在2024年珠海航展中，展示了配備渦扇-10發動機的殲-15T戰鬥機，顯示出其未來用於福建艦上的彈射起飛。

## 技術規格
機型源自蘇聯Su-27海軍版本，本來內部該原型機預定稱為Su-27K，此系列研製途中遇上蘇聯解體後暫時停滯，後來才由俄羅斯延續開發並於1998年在該國服役，俄軍定型的量產版本被稱為，因為俄羅斯不予向中國出售艦載機技術，而且俄方正在退役Su-33，並已經計劃更換為米格-29KR，所以殲-15的設計與服役目的雖與Su-33非常相似，但未來的部署情況會是截然不同的，殲-15其實是由烏克蘭提供的T-10K-3号原型機上分頭開發出來的自用版本。
該氣動外形仿製自烏克蘭提供的10架蘇-33艦載戰鬥機原型機的其中一架（該機實為機件狀態較好的T-10K-7，而T-10K-3僅充當備件而喪失絕大部分參考價值），並且融合了殲-11B的技術大幅改造，裝配前翼，並有折疊式機翼、起落架強度增加、機尾裝有著艦尾鉤等艦載機特徵。邊條、升力前翼、折疊機翼、折疊尾翼、尾椎等，採用國產複合材料，複合材料的比例相比蘇-33有所增加，並採取了一定減重措施，殲-15空重估計小於19噸。殲-15與原版設備方面的差異最大，電子系統亦為中國產，而原型機與蘇27側衛家族同樣具備了IRST紅外光電探測器，猜測飛行員同樣具備全方位頭盔瞄準具，來搭配自行開發的武器系統。
央視《軍事報導》2019年3月19日消息，北部戰區海軍航空兵某部日前在渤海某海域，連續組織多架殲-15艦載戰鬥機空中加受油訓練，錘煉部隊在複雜條件下的海空作戰能力，這是央視軍事報導首次放出殲-15夥伴加油畫面。
参考资料：
基本信息
- 机组：1或2
- 長度：22.28米（73英尺1英寸）
- 翼展：15.0米（49英尺3英寸）
- 宽度：7.4米（24英尺3英寸）（折叠）
- 高度：5.92米（19英尺5英寸）
- 机翼面积：67.84平方（730.2平方英尺）
- 空重：17,500（38,581磅）
- 总重：27,000（59,525磅）
- 最大起飛重量：32,500（71,650磅）
- 发动机：2台AL-31 F3(后期升级为WS-10B/WS-10C/WS-10H)，每台74.5千牛頓（16,700磅力）推力 干推力，125.5千牛頓（28,200磅力） 带后燃器

性能
- 最大速度：2,551每小時（1,585英里每小時；1,377節）
- 转场航程：3,500（2,175英里；1,890海里）
- 升限：20,000（66,000英尺）
- 推重比：0.77(换装WS-10H提升至0.9-1.2)

武器

- 12個外掛架，最大載彈量：6.5噸[30]

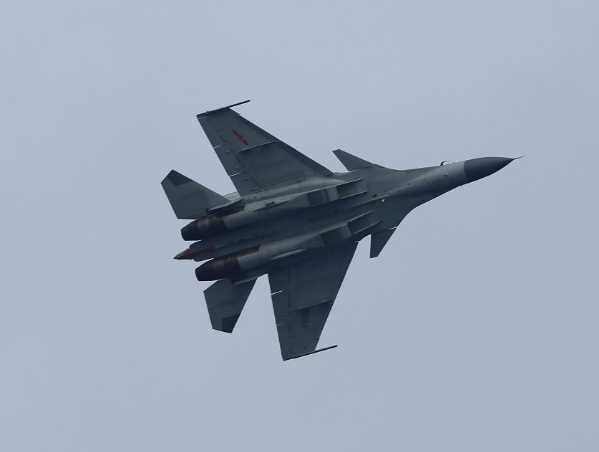
歼15机腹

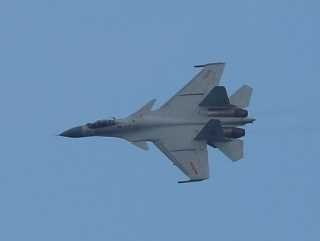
殲-15机背

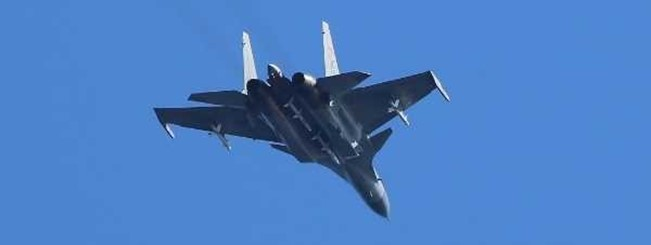
歼15后部

- 1 × GSh-30-1 30毫米機炮，裝彈150發
- 鷹擊-62反艦巡航導彈
- 鷹擊-83K反艦導彈
- 鷹擊-91反艦導彈
- 雷電-10反輻射導彈
- 霹靂-9空空飛彈
- 霹雳-15远程空空导弹
- 各型炸彈
- 電子戰莢艙

## 使用国
- 中华人民共和国
  -  中国人民解放军海军

## 在辽宁号实验起飞参数
与俄罗斯库兹涅佐夫海军上将号相同，辽宁号航空母舰没有配备舰载机起飞弹射装置，拥有一个14度滑跃甲板，并配有105米短距跑道两条、195米长距跑道一条。
中华人民共和国曾于2012年11月23日由飞行员戴明盟将没有武器外挂、完全拆除武器挂架及机炮备弹的歼-15（小于标准内油5.3吨，最大减重方案）成功降落在辽宁号航空母舰上，并成功在辽宁号航空母舰上放飞了采用同样配置并带有标准内油的歼-15战斗机552、553号（195米跑道）。
2013年6月30日6时15分，歼-15战斗机成功在辽宁号航空母舰105米跑道上进行了短距起飞，所用歼-15原型机无武器外挂、完全拆除挂架及机炮备弹，燃油约3吨。
2013年9月15日，中华人民共和国在渤海海域对歼-15战斗机舰上不同跑道的最大起飞重量进行了验证，实验中歼-15战斗机携带了霹雳-8训练弹（红色）、500公斤自由落体炸弹、鹰击系列反舰导弹训练弹（白色）、以及霹雳-12中距空空导弹训练弹（白色），证实了在不同起飞阵位上的多任务起飞最大重量。

### 起飞实验数据
在24节甲板风，使用AL-31發動機 sep.3型时：
105米起飞阵位（辽宁号的短距离起飞点）：歼-15最大安全起飞重量约28.7吨，挂载方案为2枚霹雳-12中距空空导弹、2枚霹雳-8B格斗导弹，加油方案约9吨（内部燃油满载）。
195米起飞阵位（辽宁号的长距离起飞点）：歼-15最大安全起飞重量约29.3-31.5吨，挂载方案为6枚500公斤自由落体炸弹或2枚鹰击系列反舰导弹、2枚霹雳-8B格斗导弹，加油方案约9吨（内部燃油满载）。

## 相关机型对比
|                      | Su-33                    | MiG-29К               | 歼-15                    | 疾風M型                | AV-8           | F/A-18E/F                | F-35B                   | F-35C                 |
| -------------------- | ------------------------ | --------------------- | ------------------------ | ---------------------- | -------------- | ------------------------ | ----------------------- | --------------------- |
| 图片                 |                          |                       |                          |                        |                |                          |                         |                       |
| 服役年份             | 1998                     | 2013                  | 2012                     | 2004                   | 1985           | 1999                     | 2015                    | 2019                  |
| 生产年份             | 1989 — 1999              | 2005 —                | 2012 —                   | 1997 —                 | 1981-2003      | 1997 —                   | 2008 —                  | 2006 —                |
| 产量（架）           | 11+24                    | 47                    | 56+                      | 40                     | 337            | 608                      |                         | 340                   |
| 空重（公斤）         | 18 400                   | 11 000                | 17 500                   | 10 600                 | 6745           | 14 552                   | 14 715                  | 15 686                |
| 有效载重（公斤）     | 6500                     | 4500                  | 6500                     | 9500                   | 2208           | 8050                     | 6800                    | 8160                  |
| 机砲                 | 1 × 30mm GSh-30-1機炮    | 1 × 30mm GSh-30-1機炮 | 1 × 30mm GSh-30-1機炮    | 1×30mm DEFA 791B機砲   | —              | 1 × 20mm M61A1火神式機砲 | —                       | —                     |
| 最大起飞重量（公斤） | 33,000                   | 24,500                | 32,500                   | 24,500                 | 14,000         | 29,937                   | 27,200                  | 31,800                |
| 发动机               | 2 × AL-31 F3             | 2 × RD-33K            | 2 × AL-31 F3             | 2 × M88-2-Е4           | 1× F402-RR-408 | 2× F414-GE-400           | 1× F135-PW-600          | 1× F135-PW-400        |
| 发动机推力           | 2 × 74.5 kN 2 × 125.5 kN | 2 × 53 kN 2 × 88.3 kN | 2 × 74.5 kN 2 × 125.5 kN | 2 × 50.04 kN 2 × 75 kN | 1 × 105 kN     | 2 × 57.8 kN 2 × 97.9 kN  | 1 × 124 kN 1 x 177.9 kN | 1 × 124 kN 1 x 191 kN |
| 最高速度（公里/時）  | 2300                     | 2200                  | 2551                     | 1912                   | 1090           | 1915                     | 1960                    | 1960                  |
| 升限（米）           | 18 000                   | 17 000                | 20 000                   | 15 235                 | 16 000         | 15 000                   | 15 200                  | 18 300                |
| 作战半徑（公里）     | 660                      | 850                   | 1500                     | 1850                   | 556            | 722                      | 935                     | 1240                  |

## 事故
- 2016年4月6日，飞行员曹先建于渤海湾某军用机场驾驶歼-15准备进行陆基模拟训练时，战机飞控系统出现工作异常，飞行员跳伞重伤。[35]
- 2016年4月27日，一架歼15（117号机）在進行陸基模拟着舰接地时，突发电传故障，飞行员张超跳伞高度过低，坠地身亡。[36]據後來透漏的細節，反應時間只有4.4秒[37]。
- 2017年8月16日，海军舰载机某团副大队长袁伟，驾驶歼-15（104号机）舰载机起飞后遭鸟群撞击，致左侧发动机起火。后歼-15成功着陆。[38][39]
- 2025年3月15日13时30分许，海军舰载机航空兵某部所属1架歼-15在进行训练时失事，坠毁于海南省临高县加来镇附近空地，飞行员成功跳伞，未造成地面附带损伤。[40][41]